# باگلپور
شهر باگلپور (به انگلیسی: Bhagalpur) با جمعیت تقریبی ۶۰۰۰۰۰ نفر (۲۰۱۱) در ایالت بیهار در کشور هند واقع شده‌است.